# Gisela Greiner
Gisela Greiner (* 30. Oktober 1949 in Neuhaus am Rennweg) ist eine deutsche Politikerin der CDU.
Nach dem Besuch der Polytechnischen Oberschule absolvierte Greiner die Lehre zur Textilfachverkäuferin, die sie 1968 mit dem Facharbeiterabschluss beendete. Darauf aufbauend besuchte sie die Fachschule für Binnenhandel. Von 1971 bis 1977 war sie Mitarbeiterin der Kreiskonsumgenossenschaft Neuhaus im Vorstandsbereich für den Handel. 1978 wechselte sie nach Ost-Berlin, wo sie in der Fachdirektion für Ökonomie und Gaststätten der dortigen Handelsorganisation tätig war. Ein Jahr später übernahm sie einen Posten bei der Handwerkskammer Ost-Berlin, wo sie der Geschäftsleitung angehörte. Nach dem Zusammenschluss beider Berliner Handwerkskammern arbeitete Greiner bei der wiedervereinigten HWK als Verwaltungsangestellte im Rechtsreferat. Aufgrund ihrer politischen Tätigkeit musste sie diesen Posten ruhen lassen. Sie gehörte außerdem dem Kuratorium der Hotelfachschule Berlin an.
1975 trat Greiner der CDU in der DDR bei, in der sie von 1981 bis 1989 dem Bezirksvorstand in Ost-Berlin angehörte. Ab 1990 gehörte sie in den Kreisvorstand der CDU im Bezirk Treptow an. Erste parlamentarische Erfahrung sammelte sie von 1979 bis 1984 als Mitglied der Treptower Stadtbezirksversammlung. 1991 zog sie in das Abgeordnetenhaus von Berlin ein, in dem sie auch als parlamentarische Geschäftsführerin der CDU-Fraktion fungierte. 2001 schied sie aus dem Parlament aus.
2024 wurde sie vom Regierenden Bürgermeister Kai Wegner zur Stadtältesten von Berlin ernannt.